# Warhammer 40,000: Glory in Death
Warhammer 40,000: Glory in Death é um videojogo de estratégia por turnos criado para N-Gage baseado no universo Warhammer 40,000, lançado em 2006 pela THQ Wireless.
O jogo inclui quatro raças jogáveis, todos com um modo de campanha. Há também um modo skirmish para, batalhas aleatórias e curtas.
É possível jogar a dois jogadores através de Bluetooth ou N-Gage Arena.